# Doñana nationalpark
Doñana nationalpark (på spanska: Parque Nacional de Doñana) är en stor nationalpark och vildmarksreservat i sydvästra Spanien. Nationalparken, som ligger på gränsen mellan provinserna Huelva och Sevilla i Andalusien, omsluter 543 km², av dessa är 135 km² skyddat område.
Landskapet i nationalparken är sammansatt av olika laguner, bredare sandstränder vid havet, buskskogar, träskmarker och vandrande sanddyn. Denna mosaik erbjuder utmärkta levnadsförhållanden för vattenlevande fåglar som flamingor, vit och svart stork, tranor, silkeshäger och skedstorkar. De flesta djur som förekommer i nationalparken är aktiva under skymningen och under natten.
Parken har en artrikedom som är unik i Europa. Den har en mängd olika ekosystem och hyser ett rikt djurliv, bland annat finns här tusentals europeiska och afrikanska flyttfåglar, dovhjort, spansk kronhjort, vildsvin, europeisk grävling, egyptisk mangust. I parken finns också flera utrotningshotade djurarter, bland annat den sällsynta panterlon och spansk kejsarörn. Av kejsarörnen finns idag endast ett hundratal kvar och en fjärdedel av dessa lever i nationalparken.